# Gao Yu
Gao Yu 高瑜P (Chongqing, 1944) è una giornalista cinese.

## Biografia
Gao è nata nel 1944 a Chongqing. Studiò nel dipartimento di lingua e letteratura dell'Università Renmin, situata a Pechino.
Comincia a fare la giornalista nel 1979 come cronista di China News Service. Nel 1988 divenne vicecaporedattore di Economics Weekly, giornale formato da intellettuali dissidenti. Ha lavorato anche come giornalista freelance per diversi giornali cinesi e di Hong Kong. Nel novembre 1988 pubblicò un articolo sul Mirror Monthly di Hong Kong, che fu descritto dal sindaco pechinese Chen Xitong come un "programma politico per il tumulto e la ribellione". In seguito, fu dichiarata "nemica del popolo" e arrestata nel 1989 dopo la protesta di piazza Tienanmen. Fu scarcerata 15 mesi dopo, per problemi di salute.
Fu nuovamente arrestata nell'ottobre 1993 e condannata a sei anni di reclusione nel novembre 1994 con l'accusa di aver divulgato segreti di Stato. Nel febbraio 1999, fu posta in libertà vigilata date le condizioni di salute.
Nel 2014, poche settimane prima del venticinquesimo anniversario di piazza Tienanmen, viene accusata di aver diffuso segreti di Stato a un sito di notizie estero. Nell'aprile 2015 è condannata a sette anni di reclusione per aver svelato segreti di Stato. A seguito di un appello, la sua condanna è stata ridotta a cinque anni il 26 novembre 2015. Ore dopo, i media statali cinesi hanno annunciato che è stata rilasciata in libertà vigilata, tuttavia la condanna per fuga di segreti di stato non è stata annullata. A partire dal 2016, sta scontando una condanna a cinque anni agli arresti domiciliari. Gao è stata rilasciata il 23 aprile 2019.

## Riconoscimenti
Nel 1995 Gao vinse la Golden Pen of Freedom Award. Nello stesso anno, vince il Courage in Journalism Award della International Women's Media Foundation. Nel marzo 1999, è la prima giornalista a vincere l'UNESCO/Guillermo Cano World Press Freedom Prize. Nel 2000 è nominata tra i 50 International Press Institute World Press Freedom Heroes del XX secolo.